# Wilfried Peeters
Wilfried Peeters, nacido el 10 de julio de 1964 en Mol es un ex ciclista belga, convertido en director deportivo.
En 1996 compite en los Juegos Olímpicos de Atlanta.
Se convirtió en profesional en 1986 y acabaría su carrera en el año 2001. Consiguió 27 victorias. Fue el gregario preferido de Johan Museeuw. Después de poner fin a su carrera como corredor, se convirtió en director deportivo del equipo Domo-Farm Frites en 2002 y después en el equipo Quick Step desde el año 2003.

## Palmarés
| 1987 - Prix de Vrasene 1988 - Prix de Zele - Belsele-Puivelde - Onze-Lieve-Vrouw Waver 1989 - Belsele-Puivelde - Prix de Tienen 1990 - Grand Prix Jef Scherens - Prix d'Affligem 1991 - Ronde des Pyrénées méditerranéens - 3.º en el Campeonato de Bélgica en Ruta 1992 - Schaal Sels 1993 - 1 etapa de la Hofbrau Cup | 1994 - Gante-Wevelgem - Prix de Tienen 1995 - Flèche Hesbignonne - Prix de Dilsen, de Viane yde Tienen 1996 - Circuito de las Ardenas Flamencas– Ichtegem 1997 - 1 etapa de los Cuatro días de Dunkerque - Prix de Dilsen 1998 - Premio Nacional de Clausura 1999 - Dos días de Éperons d'or, más 1 etapa 2001 - Grand Prix Briek Schotte - Prix de Mol |

## Resultados en lasGrandes Vueltas

### Tour de Francia
- 1989 : 105.º
- 1990 : 120.º
- 1991 : 95.º
- 1993 : 86.º
- 1994 : abandono
- 1995 : 88.º
- 1996 : 110.º
- 1997 : 89.º
- 1998 : 68.º

### Vuelta a España
- 1988 : 95.º